# Чарльз, Элисон
Элисон Чарльз (фр. Alyson Charles; род. 30 октября 1998, в Монреале, Квебек, Канада) — канадская шорт-трекистка, бронзовая призёр чемпионатов мира 2019 года.

## Спортивная карьера
Элисон Чарльз. гаитянского происхождения, начала кататься на коньках в возрасте 5-ти лет в своём родном городе Монреале в клубе Patinage de Vitesse St-Miche. Она вместе с отцом Ральфом, который был таксистом заезжали по дороге на тренировку за своими четырьмя кузенами, которые также катались на коньках. Несколько лет спустя она оказалась в Канадском региональном учебном центре, задачей которого является подготовка следующего поколения элитных конькобежцев.
В январе 2015 года выиграла две бронзы на 500 и 1000 м на юниорском чемпионате Канады, а в феврале на юниорском чемпионате мира в Осаке заняла 4-е место в многоборье. В 2016 году Элисон на чемпионате Канады среди юниоров выиграла 500 м и в общем зачёте стала третьей, а через год выиграла чемпионат, при этом была первой на 500 и 1500 м. На чемпионате мира среди юниоров в Инсбруке заняла общее 10-е место.
В 2018 году на юниорском чемпионате мира в Томашув-Мазовецки выиграла золотую медаль в составе эстафетной команды. В ноябре стартовала на Кубке мира в Калгари и сразу за два дня взяла три бронзы, две на 500 м и одну в эстафете, через неделю в Солт-Лейк-Сити одержала первую победу на 1000 м. В декабре на этапе кубка в Алматы выиграла бронзу в женской эстафете и золото в смешанной эстафете.
В начале 2019 на Кубке мира в Турине взяла две серебряные медали в смешанной и женской эстафетах и бронзовую на дистанции 1000 м. В марте на чемпионате мира в Софии Элисон вместе с Ким Бутен, Камиллой де Серрес, Касандрой Брадетт и Кортни Саро выиграла бронзовую медаль. В ноябре на этапах Кубка мира выиграла в эстафетах две бронзы и серебро, а на кубке мира в Шанхае в декабре выиграла золотую медаль в эстафете.
В 2020 году на чемпионате четырёх континентов стала второй на 500 м и в женской эстафете. В марте все соревнования были отменены из-за пандемии коронавируса на целый год и пришлось тренироваться в условиях пандемии дома в течение 4-х месяцев.